# Клуейн (національний парк)
Національний парк Клувані (англ. Kluane National Park and Reserve, фр. Parc national et réserve de parc national de Kluane) — національний парк Канади, заснований 1976 року в Горах Святого Іллі — провінції Юкон. Парк площею 22 013 км² розташований за 160 км на захід від міста Вайтхорс.
У парку розташована найвища гора Канади — гора Логан, 82 % території парку вкриті горами і льодовиками.
У парку багата фауна. Тут водяться тундрові куріпки, беркути, білоголові орлани, ведмеді, вовки, росомахи і 105 родів птахів.
У перекладі з мови Південний Тутчонь, Клу-ва-ні означає «Озеро, де багато риби».
Популярні туристичні ділянки парку
- Озеро Сайнт-Елайас англ. St. Elias Lake
- Мош-Лайк-Роад англ. Mush Lake Road
- Річка Шорті англ. Shorty Creek
- Коттонвуд англ. Cottonwood
- Рок-Глайсіайр англ. Rock Glacier
- Кінгс-Троан англ. King's Throne
- Кокані-Оріол англ. Kokanee, Auriol
- Річка-Дезадіаш-Трайл англ. Dezadeash River Trail
- Алсек-Трайл англ. Alsek Trail
- Річка-Шіп англ. Sheep Creek Trail
- Вуліон-Плато-Трайл англ. Bullion Plateau Trail
- Слімс Вест або Солдіерс Сомміт англ. Slims West or Soldiers Summit

Рибальство в парку процвітає — тут водиться Пструг райдужний, Щука звичайна, Нерка і харіус.
1979-го парки Клувані, Врангель, Сайнт Елайас Бай, Татшеншіні, i річка Алсек стали частиною Світової спадщини ЮНЕСКО.